# 3639 Вайденшилінг
3639 Вайденшилінг (3639 Weidenschilling) — астероїд головного поясу, відкритий 15 жовтня 1985 року.
Тіссеранів параметр щодо Юпітера — 3,518.